# Synagoga Chaima Bławata w Łodzi
Synagoga Chaima Bławata w Łodzi – prywatny dom modlitwy znajdujący się w Łodzi przy ulicy Piotrkowskiej 17.
Synagoga została założona w 1877 roku z inicjatywy Chaima Bławata. Mogła ona pomieścić 33 osoby. Podczas II wojny światowej hitlerowcy zdewastowali synagogę.  